# Hildegarda Vinzgauska
Hildegarda Vinzgauska je bila druga (ali tretja) žena Karla Velikega in mati kralja Ludvika Pobožnega, * okrog 758, † 26. april 783, Thionville, Mozela. 
O njenem življenju je zelo malo podatkov, ker je kot ženska postala pomembna samo zaradi političnega ozadja. Omenjajo se so samo njeno poreklo, poroka, smrt in njena vloga matere.

## Poreklo
Hildegarda je bila hčerka germanskega grofa Gerolda Kraihgauskega, ustanovitelja Udalrihinške dinastija, in njegove žene Eme Alemanske. Oče je imel obsežne posesti v kraljestvu Karlovega brata Karlmana, zato je bila poroka z njo za Karla Velikega zelo pomembna, ker je utrdila njegov položaj vzhodno od Rena in pridobila na njegovo stran alemansko plemstvo.

## Življenje
Ali je Karel Veliki načrtoval svojo poroko s Hildegardo že pred nenadno Karlmanovo smrtjo in ali je bila poroka samo del načrtne priključitve bratovega kraljestva na škodo njegovih nečakov, ni znano. Poroka je bila v Aix-la-Chapelleu, nedvomno pred 30. aprilom 771 po Karlovi ločitvi od prejšnje žene, langobardske princese Deziderate. 
Natančen datum Hildegardinega rojstva ni dokumentiran. Domneva se, da je bila ob poroki stara 12 do 14 let. Poroke pri teh letih niso bile takrat nič nenavadnega. Po rimskem pravu, katerega je v veliki meri privzela tudi katoliška cerkev, je bila za deklice najmanjša dopustna starost za poroko dvanajst let.
Hildegarda je v dvanajst letih zakona s Karlom Velikim rodila osem otrok, med njimi tudi dvojčka. Prekinjenih nosečnosti in mrtvorojenih otrok letopisi ne omenjajo. Karla Velikega je spremljala na več vojnih pohodih. Drugega otroka in prvo hčerko Adelaido je rodila med obleganjem langobardskega glavnega mesta Pavia (september 773/junij 774). Hčerka je med vračanjem v domovino umrla. Leta 778 je spremljala moža v Akvitanijo, kjer je rodila dvojčka Ludvika in Lotarja. Leta 780/781 je s Karlom in štirimi njunimi otroki odpotovala v Rim, kjer sta bila sinova Ludvik in Karlman, ki se je po krstu preimenoval v Pipina, imenovana za podkralja Akvitanije oziroma Italije. Omenjeni dogodki so utrdili vezi med Karolingi in papežem. Iz Hildegardinih pogostih nosečnosti je moč sklepati, da ga je, vsaj nekaj časa, spremljala tudi na drugih pohodih. 
Umrla je 26. aprila 783, po pisanju Pavla Diakona za posledicami zadnjega poroda. Pokopali so jo 1. maja v opatiji sv. Arnulfa v Metzu. Na Karlovo željo so na njenem grobu vsak dan prižigali sveče in molili za njeno dušo.

## Odnosi s cerkvijo in donacije
Hildegarda je večkrat donirala opatijama svetega Dionizija v Parizu in svetega Martina iz Toursa. Bila je prijateljica svete Leobe, ki je domnevno nekaj časa živela na njenem dvoru. Svetnica je vplivala na njeno versko izobrazbo in ji nudila duhovno pomoč.
Hildegarda in Karel Veliki sta pripravila in 7. oktobra 781 objavila Godeskalkov evangeliar, v katerem je Hildegarda kot sopodpisnica prvič izrecno omenjena kot kraljica Frankov in Langobardov.
Pavel Diakon je v njenem nekrologu zapisal, da je bila celo življenje zelo ugledna oseba. Njegovo izjavo je treba jemati z zadržkom, ker so v njen nekrolog vključene tudi puhlice, s katerimi se je Pavel Diakon poskušal prilizovati Karlu Velikemu. Mednje sodi hvala, da je bila zgled lepote, modrosti in kreposti, ki so jo srednjeveški pisci običajno uporabljali za vladarje. Papež Hadrijan I. je v pismu Karlu Velikemu izrazil svoje sočutje zaradi njene prezgodnje smrti. 
Hildegarda je izkoristila svoj položaj kraljice za pridobivanje ozemeljskih in finančnih koristi za svoje otroke. Po trenutno znanih podatkih je od vseh Karlovih žena in priležnic to uspelo samo njej. Domneva se tudi, da je imela, podobno kot druge srednjeveške kraljice, več vlog: bila je vladarica dvora in med Karlovo odsotnostjo njegova namestnica ali regentka. To bi lahko pomenilo, da je bila dobro seznanjena z vsemi pomembnimi moževimi odločitvami.
Skupaj z možem je bila glavna dobrotnica opatije v Kemptnu, ustanovljene leta 752. Opatija je uživala njeno finančno in politično podporo. Po osvojitvi Langobardskega kraljestva leta 773/774  so vanjo prenesli relikvije mučencev Gordijana in Epimaha, ki sta, skupaj z devico Marijo, postala zvetnika kemptenske opatije.
Hildegarda se v Kemptnu pogosto omenja kot ena od ustanoviteljic opatije. Kasneje je bila tudi upodobljenja na več njenih kovancih. V poznem srednjem veku so domnevali, da sta ona in sin Ludvik Pobožni tam tudi pokopana. V samostanu je bila zgrajena Hildegardina kapela (Hildegardkapelle), ki je kmalu postala cilj romarjev in prizorišče več čudežev. V Allgäuu so jo častili kot svetnico in jo vedno upodabljali s svetniškim sijem. V 17. stoletju so načrtovali gradnjo še ene Hildegardine kapele v kemptenskem knežjem dvoru (Fürstäbtliche Rezidenz). Po sekularizaciji objekta so načrte opustili. 
Spomin na Hildegardo in njen vpliv na razvoj Kemptna je še vedno zelo opazen. Osrednji trg pred baziliko sv. Lovrenca se po njej imenuje Hildegardplatz – Hildegardin trg. Leta 1862 je bil na trgu postavljena novogotska Hildegardina fontana (Hildegardsbrunnen), ki je bila v 1950. letih zaprta. Na fasadi mestne hiše je njen idealiziran portret, ki ga je naslikal Franz Weiß. Leta 1874 je bil ustanovljen dekliški licej Hildegardis-Gymnasium Kempten. Na ulici Lindau v bližini liceja je stala še ena Hildegardina fontana. Njeni portreti krasijo tudi pročelja drugih hiš. Na robu Kemptenskega gozda pa je mnogo let rasel Hildegardin hrast (Hildegardseiche), ki so ga nadomestili z novim. Do 1950. let so v Kemptnu rojena dekleta pogosto imenovali po Hildegardi. 

## Otroci
Četudi je imel Karel Veliki poroko s Hildegardo iz zveze s Himiltrudo sina Pipina Grbastega, ga nikoli ni imel za svojega naslednika. V oporoki iz leta 806, znani kot  Divisio Regnorum – Delitev cesarstva, je svojo državo razdelil med tri še žive Hildegardine sinove. Ker je Ludvik Pobožni po očetu nasledil tudi cesarski naslov, so Hildegardo pogosto imenovali »mati kraljev in cesarjev«. 
- Karel Mlajši (772/773-4. december 811, Bavarska)[25] je bil po rodoslovju Pavla Diakona[26] najstarejš Karlov sin.[25] Oče mu je leta 790 prepustil Frankovsko in Saško in ga 25. decembra 800 v Rimu kronal za pridruženega kralja Frankov. Karel Mlajši je umrl pred svojim očetom.[19]

- Adelajda (september 773/junij 774, Italija – julij/avgust 774, pokopana v opatiji sv. Arnulfa v Metzu) je bila rojena med obleganjem Pavie. Ime je dobila po zgodaj umrli Karlovi sestri.[27] Umrla je med vračanjem iz Italije v Francijo.[28] Pavel Diakon ji je napisal epitaf Adeleidis filia Karoli regis (Adelajdi, hčerki kralja Karla), v katerem omenja, da je bila rojena v Italiji.[29]

- Rotruda (775 – 6. junij 810[30]) je dobila ime po svoji prababici po očetovi strani. Einhard Karlove in Hildegardine hčerke imenuje Hruodrudem et Bertham et Gislam.[31]  Angilbert jih v pesnitvi Ad Pippinum Italiæ regum (O Pipinu, kralju Italije) imenuje Chrodthrudis...Berta...Gisla et Theodrada.[32] Rotrudo so leta 781 zaročili z bizantinskim cesarjem Konstantinom VI. in jo med pripravami na poroko preimenovali v Eritro. Zaroko so leta 787 razdrli.[33] Kot vse njene sestre je tudi ona ostala neporočena. Iz zveze z Lorgom Reneškim je imela sina Ludvika, opata opatije Saint-Denis.

- Karlmana (777– 8. Julij 810, Milano, pokopan v San Zeno Maggiore) je papež Hadrijan I. 15. aprila 781 prekrstil v Pipina in ga kronal za kralja Italije. Tudi on je umrl pred svojim očetom.

- Ludvik (16. april/september 778, Chasseneuil-du-Poitou, Vienne – 20. junij 840, Ingelheim, pokopan v opatiji sv. Arnulfa v Metzu) je bil po pisanju Pavla Diakona tretji Karlov sin in Lotarjev dvojček.[26] 15. aprila 781 ga je papež Hadrijan I. v Rimu kronal za kralja Akvitanije. Karel Veliki ga je 11. septembra 813 v  Aix-la-Chapelle kronal za socesarja Svetega rimskega cesarstva.

- Lotar (16. april/september 778, Chasseneuil-du-Poitou, Vienne – 779/780) je bil po Pavlu Diakonu Karlov četrti sin in Ludvikov dvojček qui biennis occubuit - ki je pri dveh letih umrl.[26] Napisal mu je tudi epitaf Chlodarii pueri regis (Kraljevemu sinu Klotarju), v katerem omenja, da je bil Ludvikov dvojček.[34]

- Berta (779/780 – po 11. marcu 824) je dobila ime po stari materi po očetovi strani. Njena zaroka z Ekgriftom, sinom Ofa Mercijskega, je leta 790 povzročila prekinitev diplomatskih odnosov z Britanijo in zaporo frankovskih pristanišč za britanske ladje.[35] Berta se nikoli ni poročila, v zvezi dvornim uradnikom Angolbertom pa je imela sinova Hartnida, o katerem je malo znanega, in zgodovinarja Nitharda, opata samostana St. Riquier.

- Gizela (pred majem 781 – po 800, morda 814) je dobila ime po svoji teti po očetovi strani. Krščena je bila v Milanu maja 781.[36]

- Hildegarda (marec/april 783, Thionville – 1./8. junij 783, pokopana v opatiji sv Arnulfa v Metzu) je dobila ime po svoji materi.[26] Pavel Diakon ji je napisal epitaf Hildegardis filiæ [Karoli regis] (Hildegardi, hčerki kralja Karla), v katerem omenja, da je živela štirideset dni in da je njena mati po porodu umrla.[37]

### Primarni viri
- Einhard. Vita Karoli Magni (18. poglavje).
- Notker. Gesta Karoli Magni (I. knjiga, 4. poglavje).
- Pavel Diakon. Epitaphium Hildegardis reginae.
- Letopisi Frankovskega kraljestva (leta 780, 781 in 783).
- Thegan Trierski. Vita Hludowici (2. poglavje).
- Annales Mettenses priores (leti 780 in 783).
- Annales mosellani.

## Drugi viri
- Reinhard Barth. Karl der Große, München, 2000.
- Matthias Becher. Karl der Große, München, 2000.
- Hans-Werner Goetz. Frauen im frühen Mittelalter. Frauenbild und Frauenleben im Frankenreich, Weimar (u.a.), 1995.
- Achim Thomas Hack. Alter, Krankheit, Tod und Herrschaft im frühen Mittelalter. Monographien zur Geschichte des Mittelalters 56, Stuttgart, 2009.
- Martina Hartmann. Die Königin im frühen Mittelalter, Stuttgart, 2009.
- Wilfried Hartmann. Karl der Große, Stuttgart, 2010.
- Ingrid Heidrich. Von Plectrud zu Hildegard. Beobachtungen zum Besitzrecht adliger Frauen im Frankenreich des 7. und 8. Jahrhunderts und zur politischen Rolle der Frauen. Rheinische Vierteljahresblätter 52 (1988):  1–15.
- Silvia Konecny. Die Frauen des karolingischen Königshauses. Die politische Bedeutung der Ehe und die Stellung der Frau in der fränkischen Herrscherfamilie vom 7. bis zum 10. Jahrhundert, Dunaj, 1976.
- Rosamond McKitterick. Karl der Grosse, Darmstadt, 2008.
- Michael Richter. Karl der Große und seine Ehefrauen. Zu einigen dunkleren Seiten Karls des Großen anhand von Quellen des ausgehenden achten und beginnenden neunten Jahrhunderts. str. 17–24. V Franz-Reiner Erkens (urednik). Karl der Große und das Erbe der Kulturen, Berlin, 2001.
- Rudolf Schieffer. Die Karolinger, 3. dopolnjena izdaja, Stuttgart, 2000.
- Klaus Schreiner. Hildegardis regina. Wirklichkeit und Legende einer karolingischen Herrscherin. Archiv für Kulturgeschichte 57 (1975): 1–70.

| Hildegarda Vinzgauska Rojen: 758 Umrl: 783 |                                               |                     |
| Vladarski nazivi                           |                                               |                     |
| Predhodnik: Deziderata                     | Kraljica Frankov in Langobardov okrog 771–783 | Naslednik: Fastrada |